# ایستگاه متروی وردآورد
ایستگاه متروی وَرْدآورد، یکی از ایستگاه‌های خط ۵ متروی تهران است. این ایستگاه در کیلومتر ۱۶ آزادراه تهران-کرج، خیابان داروپخش واقع شده‌است.
در آینده با ایجاد خط ۱۰ متروی تهران بعنوان خطی شرقی غربی در شمال شهر تهران، مبدأ خط در منتهی‌الیه غرب از این ایستگاه خواهد بود و خط ۱۰ در انتهای شرقی به ایستگاه متروی فلکه سجادیه در فلکه سوم تهرانپارس وصل خواهد شد.
مساحت فضای سرپوشیده این ایستگاه بالغ بر ۳٬۹۴۵ متر مربع و فضای باز آن بالغ بر ۲٬۹۴۵ متر مربع است.
ورودی‌های این ایستگاه به ترتیب در خیابان داروپخش و خیابان شهید اردستانی قرار دارند.
ایستگاه متروی وردآورد در دسترس اهالی منطقه وردآورد مشتمل بر قسمت مسکونی قدیمی وردآورد و همچنین شهرک‌های جدید در حال ساخت در داخل منطقه وردآورد شمالی می‌باشد. همچنین اهالی شهر قدس نیز از این ایستگاه استفاده می‌نمایند.

## امکانات
از جمله امکانات این ایستگاه می‌توان به تلفن عمومی، پله برقی، دفتر اشیاء گم شده، رمپ، آب سردکن، سرویس بهداشتی عمومی، نمازخانه، پایانه‌های اتوبوسرانی و تاکسیرانی، سوپر مارکت و غرفه‌های تجاری اشاره کرد.

## خطوط اتوبوسرانی
خط‌های اتوبوسرانی این ایستگاه عبارتند از:
- خط:   ایستگاه مترو وردآورد به شهرک دانشگاه شریف
- خط:   ایستگاه مترو وردآورد به دریاچه چیتگر
- خط ۳۹۴: ایستگاه مترو وردآورد به شهرک وردآورد
- خط ۴۳۶: ایستگاه مترو وردآورد به پایانه دریاچه (شهدای خلیج فارس)
- خط برون‌شهری: ایستگاه مترو وردآورد به شهرقدس